# Pressió sobre banc

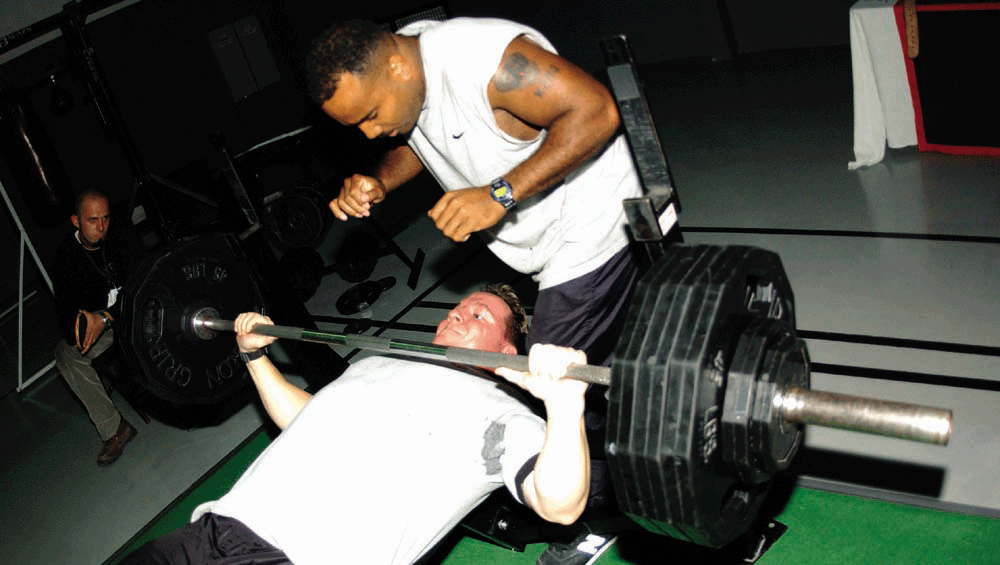
Un mariner de l'armada dels Estats Units aixeca 345 lb (156 kg) en premsa de banc.

La pressió sobre banc és un exercici de pes lliure que treballa principalment la zona superior del cos. En són variants la pressió sobre banc declinat, pressió sobre banc horitzontal i la pressió sobre banc inclinat.
Aquest exercici físic és un dels tres realitzats en powerlifting (pes mort, esquats, i premsa de banc), i també s'utilitza en el culturisme com un exercici per al pit (principalment músculs pectorals) el tríceps i el fascicle anterior dels deltoides. L'aixecador es gira sobre la seva esquena en un banc, aixecant i baixant la barra directament per sobre del pit. És pensat per al desenvolupament dels músculs del pit, els deltoides anteriors i els serrats anteriors. N'hi ha una variació per al tríceps, dita pressió francesa.

## Execució del moviment
Recolzat sobre un banc horitzontal, els braços allargats verticalment, amb la barra carregada a les mans, el moviment consisteix a baixar la barra fins que toqui el tors (fase excèntrica) i després pujar (fase concèntrica) fins a la posició inicial. Les mans estan en pronació, és a dir, els palmells cap als peus (l'amplitud del moviment ha d'adaptar-se segons la morfologia). Segons l'objectiu de l'atleta i de la càrrega, el moviment es repeteix generalment de 3 a 15 vegades (una vegada = una repetició), la qual cosa forma una sèrie. La distància entre les mans és generalment una mica més ampla que l'amplada de les espatlles, la qual cosa permet d'obtenir el màxim benefici de la força combinada dels tríceps i els músculs pectorals. La inspiració es fa durant la davallada de la barra, l'expiració durant la pujada.
Quan s'utilitzen càrregues pesades, un assistent col·locat a l'altura del cap de l'atleta facilita la sortida i la tornada de la barra als seus suports, però està present principalment per a ajudar l'atleta a aixecar-se de la barra en cas que ja no pugui fer-ho. Amb càrregues molt pesants, hi ha dos ajudants, un en cada extrem de la barra.
En competició, tan sols es realitza una repetició. L'atleta ha d'immobilitzar la barra sobre el seu pit i esperar el senyal del jutge abans d'elevar la càrrega, la qual cosa té l'efecte d'impedir que s'aprofiti del lleuger rebot de la càrrega sobre la caixa toràcica.

## Repeticions
- Resistència muscular - S'han de realitzar de 25 a 50 repeticions. S'ha de realitzar amb 20-40 % de la repetició màxima.
- Hipertròfia - Per entrenar hipertròfia (creixement muscular) es realitzen sèries de 6 a 12 repeticions, encara que si l'objectiu és d'augmentar massa muscular també s'haurà de portar una dieta en superàvit calòric.
- Força - Per a entrenar la força bruta es realitzen 1-6 repeticions amb el màxim pes que hom pugui suportar.
- Definició - Cal un dèficit calòric abans de tot. Amb les supersèries i menjant molt no s'aconsegueix millorar la definició muscular, puix que el veritable objectiu de l'etapa de definició és la pèrdua de greix corporal.

## Rècords mundials
Gene Rychlak havia aconseguit el rècord de 459 kg al desembre de 2006, quan baté la marca anterior de Scot Mendelson. No obstant això, el rècord mundial de premsa de banc Raw (sense cap tipus d'equipament de suport), el deté Julius Maddox amb 355 kg. El rècord absolut Raw a Espanya, ho té Rubén Rico Marín, amb 237, 5 kg.

## Músculs sol·licitats
Aquest moviment implica almenys els següents músculs:
- porció curta del bíceps (sinèrgic),
- múscul deltoide anterior (motor),
- múscul deltoide lateral (estabilitzador),
- múscul dorsal ample (sinèrgic),
- múscul pectoral major (motor),
- múscul rodó major (sinèrgic),
- múscul tríceps (motor),
- múscul coracobraquial (motor).